# Morgan Schmitt
Morgan Schmitt (Roslyn, 3 januari 1985) is een Amerikaans wielrenner die anno 2018 rijdt voor Holowesko-Citadel p/b Araphaoe Resources.

## Carrière
In 2010 werd Schmitt vierde in het eindklassement van de Ronde van Beauce. Een jaar later werd hij veertiende. In 2015 werd hij, bij zijn eerste deelname, negende in het eindklassement van de Joe Martin Stage Race. Een jaar later werd hij zevende, weer een jaar later twaalfde.

## Ploegen
- 2007 –  Priority Health Cycling Team presented by Bissell
- 2008 –  Bissell Pro Cycling
- 2009 –  Bissell Pro Cycling
- 2010 –  UnitedHealthcare presented by Maxxis
- 2011 –  UnitedHealthcare Pro Cycling
- 2012 –  Team Exergy
- 2013 –  Jelly Belly p/b Kenda
- 2018 –  Holowesko-Citadel p/b Araphaoe Resources

Brøchner · Bryon · Bybee · Companioni · Dahlheim · Eisenhart · Flaksis · Gómez · Koontz · Krasilnikaw · Lewis · Lienhard · Murphy · Rhim · Sánchez · Schmitt